# Instituto de Física de Buenos Aires
El Instituto de Física de Buenos Aires (IFIBA) es un centro de investigación en física de doble dependencia entre la Universidad de Buenos Aires (UBA). y el CONICET. Está integrado por el personal de Departamento de Física de la UBA.

## Grupos de investigación
- Física de partículas y de altas energías
- Física de sistemas biológicos
- Fluidos y plasmas
- Materia condensada
- Teoría e información cuántica
- Mecánica estadística y sistemas complejos
- Óptica y fotónica
- Geofísica
- Cosmología y gravitación
- Física de materiales
- Física atómica y molecular

## Consejo
Se encuentra compuesto por:
- Director: Dr. Ricardo Piegaia[2]